# 6533 Giuseppina
6533 Giuseppina (1995 DM1) là một tiểu hành tinh vành đai chính được phát hiện ngày 24 tháng 2 năm 1995 bởi C. W. Hergenrother ở Catalina Station.